# Tommaso Mocenigo
Tommaso Mocenigo, född 1343, död 1423, var en venetiansk doge. Han var regerande doge av Venedig 1413–1423. 